# Quaedam Moralitas de Scaccario
Quaedam Moralitas de Scaccario é o título de um sermão, escrito em latim na Idade Média (século XIII), epigraficamente atribuído (erroneamente) ao Papa Inocêncio III, no qual o jogo de xadrez é utilizado como uma metáfora para o ensino de ética e moral.
Nota: a primeira edição desta obra foi publicada com o título The Adventure of Chess.